# Saint-Pierre-des-Bois
Saint-Pierre-des-Bois é uma comuna francesa na região administrativa do País do Loire, no departamento de Sarthe. Estende-se por uma área de 7.54 km². Em 2010 a comuna tinha 236 habitantes (densidade: 31,3 hab./km²).